# Fazekas István (orvos)
Fazekas István, születési és 1902-ig használt nevén Fleischmann István (Esztergom, 1895. január 8. – Budapest, 1937. április 9.) gyermekorvos.

## Életpályája
Fleischmann Ignác kereskedő és Deutschländer Emma fiaként született. Középiskolai tanulmányait az Esztergomi Szent Benedek-rendi Katolikus Főgimnáziumban végezte és 1913-ban érettségi vizsgát tett. Ezt követően a Budapesti Tudományegyetem orvoshallgatója lett, majd az első világháború kitörésekor hadbavonult és az orosz harctéren egészségügyi szolgálatot teljesített. Tanulmányait a pécsi Erzsébet Tudományegyetem Orvostudományi Karán fejezte be. 1922-ben orvosdoktorrá avatták. Budapesten praktizált, ahol gyermekorvosa volt az Izraelita Siketnémák Országos Intézetének, a Magyar Izraelita Kézműves és Földművelési Egyesületnek és az Ingyentej Egyesületnek. 1926 szeptemberében feleségével, Veszprémi Olga (1898–1988) fogorvossal a Király utca 96. szám alatt nyitották meg rendelőjüket. Az Amerikai úti Szeretetkórházban hunyt el tüdőgyulladás következtében.
Cikkei magyar és külföldi szaklapokban jelentek meg.
A Kozma utcai izraelita temetőben kísérték utolsó útjára.

## Munkái
- A „Devitol“-ról, egy magyar besugárzott ergosterin-készítményről. (Gyógyászat, 1929, 12.)